# Międzynarodowa Organizacja Frankofonii
Międzynarodowa Organizacja Frankofonii, Frankofonia (fr. La Francophonie, z łac. Francus „Francuz” + gr. phone „głos, dźwięk”) – termin utworzony w 1880 roku przez francuskiego geografa Onésime Reclus (brata Élisée Reclus), określający wspólnotę ludzi i państw posługujących się językiem francuskim. Obecnie jest to międzynarodowa organizacja skupiająca rządy krajów francuskojęzycznych. Tylko w kilku z tych krajów francuski spełnia rolę pierwszoplanową, w pozostałych odgrywa już pomniejszą rolę.

## Historia
Inspiracją dla utworzenia wspólnoty frankofońskiej była Brytyjska Wspólnota Narodów (The Commonwealth of Nations). W 1970 roku dwa byłe państwa kolonizatorskie, Francja i Belgia, oraz bogatsze kraje francuskojęzyczne na czele z Kanadą i Szwajcarią, stworzyły forum współpracy i pomocy biedniejszym krajom. Jednak w przeciwieństwie do Commonwealthu, którego głównymi celami są podtrzymywanie demokracji oraz promowanie praw człowieka wśród swoich członków, Frankofonia skupia swoją działalność na promocji języka i kultury francuskiej. Organizacja dysponuje własną flagą.

## Struktura
Międzynarodowa Organizacja Frankofonii posiada status obserwatora na Zgromadzeniu Ogólnym ONZ.

### Szczyty
Szczyty frankofońskie odbywają się co dwa lata, w czasie których przedstawiciele krajów członkowskich dyskutują nad celami i strategią rozwoju organizacji.
Dotychczasowe szczyty:
- Paryż (Francja, 1986),
- Quebec (Kanada, 1987),
- Dakar (Senegal, 1989),
- Paryż (Francja, 1991),
- Mauritius (1993),
- Kotonu (Benin, 1995),
- Hanoi (Wietnam, 1997),
- Moncton (Kanada, 1999),
- Bejrut (Liban, 2002),
- Wagadugu (Burkina Faso, 2004),
- Bukareszt (Rumunia, 2006),
- Quebec (Kanada, 2008),
- Montreux (Szwajcaria, 2010),
- Kinszasa (DR Kongo, 2012),
- Dakar (Senegal, 2014),
- Antananarywa (Madagaskar, 2016),
- Erywań (Armenia, 2018),
- Dżerba (Tunezja, 2022),
- Villers-Cotterêts i Paryż (Francja, 2024).

### Konferencje ministerialne
Każdego roku ministrowie do spraw frankofonii, względnie ministrowie spraw zagranicznych z krajów członkowskich, spotykają się, by przygotować kolejne szczyty organizacji oraz by wprowadzić w życie podjęte wcześniej postanowienia.

### Stała Rada Frankofonii
Stała Rada Frankofonii składa się z ambasadorów Frankofonii z krajów członkowskich. Podobnie jak dla konferencji ministerialnych, ich głównymi celami są przygotowanie kolejnych szczytów frankofońskich oraz wprowadzenie decyzji podjętych na wcześniejszych.

## Członkowie według kontynentów

Członkowie Frankofonii

### Europa
- Belgia, także Francuska Wspólnota Belgii
- Bułgaria
- Francja
- Luksemburg
- Mołdawia
- Monako
- Rumunia
- Szwajcaria

- Członkowie stowarzyszeni:
  -  Albania
  -  Andora
  -  Austria
  -  Chorwacja
  -  Grecja
  -  Macedonia Północna
  -  Węgry

- Obserwatorzy:
  -  Czechy
  -  Litwa
  -  Łotwa
  -  Polska
  -  Słowacja
  -  Słowenia
  -  Ukraina

### Ameryka Południowa
- francuskie terytoria zamorskie:
  -  Gujana Francuska

### Ameryka Północna
- Kanada
  -  Quebec (rząd prowincji)
  -  Nowy Brunszwik (rząd prowincji)
  -  Ontario (obserwator, wkrótce może stać się członkiem)
- Dominika
- Haiti
- Saint Lucia

- francuskie terytoria zamorskie:
  -  Gwadelupa
  -  Martynika
  -  Saint-Barthélemy
  -  Saint-Martin
  -  Saint-Pierre i Miquelon

### Afryka
- Benin
- Burkina Faso
- Burundi
- Czad
- Demokratyczna Republika Konga
- Dżibuti
- Egipt
- Gabon
- Gwinea
- Gwinea Bissau
- Gwinea Równikowa
- Kamerun
- Komory
- Kongo
- Madagaskar
- Mali
- Maroko
- Mauretania
- Mauritius
- Niger
- Republika Środkowoafrykańska
- Republika Zielonego Przylądka
- Rwanda
- Senegal
- Seszele
- Togo
- Tunezja
- Wybrzeże Kości Słoniowej
- Wyspy Świętego Tomasza i Książęca

- francuskie terytoria zamorskie:
  -  Majotta
  -  Reunion

### Azja
- Kambodża
- Laos
- Liban
- Wietnam

- Członkowie stowarzyszeni:
  -  Armenia
  -  Gruzja

### Australia i Oceania
- Vanuatu
- francuskie terytoria zamorskie:
  -  Nowa Kaledonia
  -  Polinezja Francuska
  -  Wallis i Futuna